# Motorola
Motorola je američka tvrtka koja se bavi proizvodnjom mikroprocesora i komunikacijske opreme: mobilnih telefona, infrastrukturne opreme (GSM, HSDPA/UTMS, WiMax, LTE), UHF/VHF radija, mikrovalnih jedinica.

## Proizvodi
- Radio i televizijski uređaji - 1974. prodaje svoju liniju Quasar japanskoj tvrtki Matsushita
- Iridium - globalni satelitski sistem za telekomunikaciju sa 66 satelita. Zbog pomanjkanja pretplatnika i visoke cijene razvijanja tvtka Iridium je bankrotirala 1999. Zbog financijskih obaveza Motorola je morala prodati svoju poluvodičku diviziju ON Semiconductor (ONNN) 1999.
- Poluvodiči -
- Automobilska oprema - u srpnju. 2006. Motrola prodaje diviziju koja proizvodi automobilsku opremu: automatiku, ABS sustave, navigacijske sustave, sigurnosne sustave; njemačkoj tvrtci Continental AG za USD$1,6 milijardi dolara (4.500 zaposlenih).
- Vojna oprema
- Biometrika

## Mikroprocesori
- Motorola MC14500B Industrial Control Unit (ICU) (1-bit)
- Motorola 6800 (8-bit)
- Motorola 6802/6808 (8-bit)
- Motorola 6809 (8/16-bit)

Procesori 68K proizvodne linije koja postaje osnova za kompjutere Macintosh ,  Amiga i Atari : 
- Motorola 68000 (16/32-bit)
- Motorola 68008 (8/16/32-bit)
- Motorola 68010 (16/32-bit)
- Motorola 68012 (16/32-bit)
- Motorola 68020 (32-bit)
- Motorola 68030 (32-bit)
- Motorola 68881 (FPU)
- Motorola 68882 (FPU)
- Motorola 68040 (w/FPU)
- Motorola 68060 (w/FPU)
- Motorola ColdFire

### Risc procesori
- Motorola 88000

PowerPC procesori nastali u suradnji s IBM služe kao osnova za kompjutere Macintosh i posljednju generaciju od Amiga :
- PPC 601/603 ("G1")
- PPC 604 ("G2")
- PPC 740/750/745/755 ("PowerPC G3")
- PPC 7400/7410/7450/7455 ("PowerPC G4")

### ARM procesori takozvana MX linija
- i.MX21
- i.MX1
- i.MXL
- i.MXS

### Mikrokontrolori
Motorola 6800 based
- Motorola 6801/6803
- Motorola 6804
- Motorola 6805/146805
- Motorola 68HC05 (CPU05)
- Freescale 68HC08 (CPU08)
- Freescale 68HC11 (CPU11)
- Freescale 68HC12 (CPU12) – HCS12 & S12X series, 16-bit processor
- Motorola 68HC16 (CPU16)

Na osnovi 68K
- Motorola 683XX   (CPU32)
- Motorola DragonBall

Na DSP osnovi:
- Motorola DSP56800 (DSPcontroller)

Na PowerPC osnovi:
- Freescale MPC500
- MPC 860 (PowerQUICC)
- MPC 8240/8250 (PowerQUICC II)
- MPC 8540/8555/8560 (PowerQUICC III)
- Freescale e300 83xx PowerQUICC II Pro Family
- Freescale e500 85xx PowerQUICC III Family
- Freescale e600 86xx Future chip
- Freescale e700 87xx Future chip

Na ARM osnovi:
- MAC7100

#### RISC mikrokontrolori
- MMC2001
- MMC2114

### Digitalni signal procesori
Proizvodna linija 56000 :
- Motorola DSP560XX (24-bit)
- Motorola DSP563XX (16/24-bit)
- Motorola DSP566XX (16-bit)
- Motorola DSP568XX (DSPkontrolor)

Proizvodna linija 96000:
- Motorola DSP96XXX (32-bit)

StarCore proizvodna linija:
- MSC8100

## Mobiteli infrastruktura
- BSC (GSM)
- RXCDR (GSM)
- Horizon 2 Macro BTS (GSM)
- Horizon 2 Mini BTS (GSM)
- PCU (GSM)
- MSS - Mobile Soft Switch (Multiple Technologies)

### Profesionalni ručni radio uređaj (toki-voki) RADIUS P-210, s ili bez tipkovnice
Jedan od proizvoda tvrtke Motorola. U uporabi se je pojavio 1986. godine. Bio je jedan od prvih radio uređaja koji se mogao programirati uz pomoć osobnog računala uz pomoć odgovarajućeg programa kojeg je trebalo kupiti od tvrtke "Motorola". Korisnik obično nije programirao uređaj ovog tipa, nego je to obično radila ovlaštena osoba. Korisnik je samo trebao poznavati osnovno rukovanje, odnosno kako uključiti i isključiti uređaj te preklopnik za kanale postaviti na neki od radnih kanala. Kontrolna postaja u nekoj radio mreži mogla je tzv. selektivnim pozivanjem pozvati samo jedan uređaj, koji je mogao automatski odgovoriti na poziv i sl. Ovaj uređaj postao je sinonim za sve ručne radio uređaje u Republici Hrvatskoj. U Hrvatskoj ljudi sve ručne uređaje zovu "Motorola", čak i ako su od drugih proizvođača, što je načelno nepravilno ali se zadržalo u svakodnevnom izgovoru. Za razliku od engleskog izvornika, koji i prijemne i primopredajne radio uređaje zovu "RADIO", u hrvatskom jezičnom standardu i praksi uobičajeno je uz "radio" dodati i riječ "uređaj", odnosno zajedno "radio uređaj". Kada Hrvati kažu "radio", podrazumijavaju uređaj za slušanje difuznih radijskih postaja odnosno punim nazivom Radio prijamnik.
Postoje više vrsta ovakvih uređaja, s osam (8) ili šesnaest (16) kanala, pa i s 12 kanala i sl.

#### Tehničke karakteristike
1. Frekvencijski opseg (137-174 MHz),
2. Kao izvor napajanja koristi punjivu bateriju (akumulator), načinjenu od nikal kadmija (NiCd) kapaciteta oko 700 mAh, napona 10V (točnije 9,6V ili osam (8) članaka od 1,2V, ali je označena na bateriji kao 10V). Motorola je proizvodila i proizvodi mnoge vrste baterija za navedene radio uređaje, kao i brojne druge.
3. Domet izravnom vezom, od jednog uređaja u ruci do drugog (simpleks) je oko 2 km u naseljenom mjestu, a ako postoji optička vidljivost i više,
4. Pomoću poludupleksne veze (semi duplex) uz pomoć međupostaje postavljene na uzvisini (repetitora) do više stotina kilometara, što zavisi od načina postavljanja, načina korištenja te namjene za koju se koristi.
5. Razne mogućnosti selektivnog pozivanja korištenjem više standarda, najčešće je to bilo tzv. 5-tonsko pozivanje. Kornici su često koristili za tu vrstu pozivanja naziv "tilulilu" oponašajući zvuk koji bi čuli tijekom selektiranja.

Postoje više vrsta punjača za punjenje baterija tzv. "spori" punjač koji načelno puni baterije desetinom nazivne struje 14 sati te "brzi" - koji puni NiCd bateriju za oko sat vremena. Na sporom punjaču nalazi se samo jedna crvena svijetleća dioda koja svijetli kada se u punjač stavi baterija. Brzi punjač ima na sebi dvije crvenu kontrolne svijetleće diode. Crvena ukazuje na to da je punjenje baterije u tijeku. Kada svijetli zelena dioda,  punjenje je završeno. Postoje i punjači s tri indikatora. Pored crvenog i zelenog, postoji i žuti indikator, koji ukazuje na to da je baterija napunjena više od 80%. Postoje situacije kada se bitno što prije imati uređaj na raspolaganju. Nekada se nema vremena čekati da je baterija potpuno puna, naročito npr. u policiji ili vojsci, vatrogasnim postrojbama i sl.

## Sistemi
Motorola je razvila sistem kvalitete Six Sigma (šest sigma), koja je postala svjetski poznata kroz tvrtku General Electric. Sistem je razvio inženjer Bill Smith, pod rukovodstvom Bob Galvina (sin osnivača tvrtke Paula Galvina). Motorolin univerzitet je jedno od mnogih mjesta koje održavaju obučavanje za Šest sigma.training.

## Vanjske poveznice
- Lista Mobilnih uređaja Motorola  Arhivirana inačica izvorne stranice od 11. prosinca 2010. (Wayback Machine)